# Talisia marleneana
Talisia marleneana là một loài thực vật có hoa trong họ Bồ hòn. Loài này được (Guarim) Acev.-Rodr. mô tả khoa học đầu tiên năm 2003.